# The Hills
『The Hills』（ザ・ヒルズ）は、MTVで放送されていたアメリカ合衆国のテレビ番組シリーズである。カリフォルニア州ロサンゼルスに住む数名の若者の私生活に密着した内容である。番組のジャンルについては度々議論になるが、番組側は「リアリティ番組」を自称する。『エンターテインメント・ウィークリィ』は「過去25年間で最も素晴らしいテレビ番組」でこの番組を82位に選んだ。番組は2006年5月31日にMTVで放送が開始された。2010年3月25日に制作者アダム・ディヴェロが2010年に最後のエピソードを放送すると発表、同年3月27日に雑誌で番組がシーズン6、102エピソード目で終了すると具体的に発表された。同年7月13日に最後のエピソードが放送され、番組は終了した。
前身の番組『ラグナ・ビーチ』の出演者の1人ローレン・コンラッドと彼女の友人のロサンゼルスでの私生活を追うという内容である。しかし、シーズン5でコンラッドは降板し、『ラグナ・ビーチ』からのもう1人の出演者クリスティン・カヴァラーリが替わりに出演するようになった。
日本ではMTVジャパン、TwellV、FOXbs238、東京MXテレビ、テレビ東京などで放送されている。

## 概説

### 出演者
以下はシーズンを通して出演するメインキャストである。その他の出演者や過去の出演者は「The Hillsの登場人物一覧」を参照。
| 名前                       | 年        | シーズン | 役割                 | 備考 |
| -------------------------- | --------- | -------- | -------------------- | --- |
| クリスティン・カヴァラーリ | 2009-2010 | 5-6      | 主役                 | ナレーター |
| オードリナ・パートリッジ   | 2006-2010 | 1-6      | 主役                 | |
| ハイディ・モンタグ         | 2006-2010 | 1-6      | 主役                 | |
| ステファニー・プラット     | 2007-2010 | 3-6      | スペンサーの妹       | |
| ロー・ボスワース           | 2007-2010 | 2-6      | 準主役               | 最初は「ローレンの友人」、後に「オードリナの友人」                                                             |
| ブロディ・ジェンナー       | 2007–2010 | 2-6      | クリスティンの元恋人 | 最初は「ローレンの友人/恋人」                                                                                  |
| スペンサー・プラット       | 2007–2010 | 2-6      | ハイディの夫         | |
| ジャスティン・ブレシア     | 2007–2010 | 3-6      | クリスティンの恋人   | 3-5までは「オードリナの恋人/元恋人」                                                                           |
| ステイシー・ホール         | 2009–2010 | 5-6      | クリスティンの友人   | |
| ローレン・コンラッド       | 2006–2009 | 1-5      | 前の主役             | 前のナレーター。ファッションの仕事をするためにラグーナビーチからロサンゼルスへ移る。違うキャリアのために降板。 |
| ホイットニー・ポート       | 2006–2008 | 1-4      | 前の主役             | 降板後、『The City』の主演となる。                                                                             |